# Baredine (Buzet)
Baredine falu Horvátországban, Isztria megyében. Közigazgatásilag Buzethez tartozik.

## Fekvése
Az Isztriai-félsziget északi részének közepén, Pazintól 23 km-re, községközpontjától 5 km-re északnyugatra, a Mirna-patak völgye felett, a szlovén határ közelében fekszik. Brtonigle és Baredine között kerékpárút vezet.

## Története
A régészeti leletek tanúsága szerint területén már a történelem előtti időben erődített település volt és a római korból származó emlékei is vannak. Lakossága a 15. század végén a török elől menekült erre a vidékre. 1880-ban 68, 1910-ben 53 lakosa volt. Lakói mezőgazdasággal, főként szőlő, olajbogyó, gabona és kukoricatermesztéssel, valamint állattartással (juh, szarvasmarha, szamár és sertés) foglalkoztak. 2011-ben 43 lakosa volt.

## Lakosság
| Lakosság változása | Lakosság változása | Lakosság változása | Lakosság változása | Lakosság változása | Lakosság változása | Lakosság változása | Lakosság változása | Lakosság változása | Lakosság változása | Lakosság változása | Lakosság változása | Lakosság változása | Lakosság változása | Lakosság változása | Lakosság változása |
| ------------------ | ------------------ | ------------------ | ------------------ | ------------------ | ------------------ | ------------------ | ------------------ | ------------------ | ------------------ | ------------------ | ------------------ | ------------------ | ------------------ | ------------------ | ------------------ |
| 1857               | 1869               | 1880               | 1890               | 1900               | 1910               | 1921               | 1931               | 1948               | 1953               | 1961               | 1971               | 1981               | 1991               | 2001               | 2011               |
| 0                  | 0                  | 68                 | 68                 | 67                 | 53                 | 0                  | 0                  | 89                 | 72                 | 51                 | 34                 | 32                 | 34                 | 34                 | 43                 |